# Togo (pasmo górskie)
Togo (fr. Chaîne du Togo) – pasmo górskie rozciągające się poprzez centralny region Togo w Afryce Zachodniej oraz wzdłuż jego wschodniej i zachodniej granicy aż do wschodniej Ghany i północnego Beninu. W Ghanie znane są jako wzgórza Akwapim (ang. Akwapim Hills), a w Beninie jako góry Atakora (fr. Chaîne de l'Atakora). Najwyższym szczytem pasma jest Mont Agou (986 m n.p.m.), będący jednocześnie najwyższym szczytem w Togo. Do pasma należą także najwyższe góry Beninu – Sokbaro (658 m n.p.m.) i Tanekas (641 m n.p.m.). W północnej części gór na terytorium Beninu ma swoje źródła rzeka Oti.
Pasmo złożone jest głównie z piaskowca, łupków i kwarcytu.